# Francesc Vergés i Vives
Francesc Vergés i Vives (Sant Feliu de Llobregat, 9 de març de 1919 - Barcelona, 16 de febrer de 2015) va ser un sacerdot catòlic, antifranquista i catalanista, vinculat al monestir benedictí de Sant Pere de les Puel·les.

## Biografia
Va néixer al carrer Torres i Bages de Sant Feliu de Llobregat i va estudiar els primers anys al Col·legi Model. Entrà al Seminari de Barcelona, s'ordenà sacerdot i marxà a Roma. Al seminari i a Roma va fer amistat amb l'eclesiàstic Manuel Bonet i Muixí, fundador de la Unió Sacerdotal, amb qui va assistir, el 1933, al funeral del president Francesc Macià. Va substituir mossèn Pere Tarrés a Sant Esteve de Sesrovires i coincidí amb mossèn Joan Batlles a Vilafranca del Penedès, amb qui participà activament en la recuperació de les colònies per als infants juntament amb capellans de la Federació de Joves Cristians de Catalunya.
Defensor de la democràcia i participant en actes com la Caputxinada, era mal vist pel Franquisme, que a principis de la dècada del 1960 el segrestà al carrer Anglí i el portà a la comissaria de la Verneda. Formava part de la llista negra dels 462 catalans més sospitosos pel Franquisme, segons la qual era progressista i catalano-separatista.
Des del 1947 fins que una embòlia li ho va impedir, va ser el capellà de la comunitat benedictina de Sant Pere de les Puel·les. Visqué a la casa sacerdotal del monestir, impulsà la formació prematrimonial, la dels seminaristes, el Tribunal Eclesiàstic de Barcelona i la Unió Sacerdotal.